# Francisco Suárez de Villegas
Francisco Suárez de Villegas OCarm (* in Lissabon; † 17. April 1664) war ein portugiesischer Karmelitenpater.
Suárez de Villegas trat am 24. November 1611 zum Priester in den Karmelitenorden ein. Am 9. Dezember 1649 wurde er während des Pontifikates von Papst Innozenz X. zum Apostolischen Vikar des Lateinischen Patriarchats von Äthiopien und Titularbischof von Memphis. Am 21. Dezember 1649 weihte Kardinal Giulio Roma, Bischof von Tivoli, ihn in Santa Maria in Traspontina in Rom zum Bischof. Mitkonsekratoren waren Onorato Onorati, Bischof von Urbania-Sant’Angelo in Vado, und Francesco Visconti, Bischof von Cremona. 1655 und 1659 war er Mitkonsekrator von einigen Bischofsweihen für italienische Bischöfe.